# Monty Southall
George Montford „Monty“ Southall (* 17. Juli 1907 in Wandsworth; † 2. Mai 1993 in Waveney) war ein britischer Radrennfahrer und nationaler Meister im Radsport.

## Sportliche Laufbahn
Southall war Teilnehmer der Olympischen Sommerspiele 1928 in Amsterdam. Mit dem Radsport hatte er im Alter von 14 Jahren begonnen. Bei den olympischen Wettbewerben startete er mit dem britischen Vierer und gewann gemeinsam mit Harry Wyld, Percy Wyld und Lew Wyld die Bronzemedaille in der Mannschaftsverfolgung.
1929 gewann er den nationalen Titel im Tandemrennen mit Charley Hallerback als Partner.

## Berufliches
Southall arbeitete als Handwerker bei der britischen Post. Er war auch als Präsident und in weiteren Funktionen im Verein Norwood Paragon CC tätig.